# Luchthaven Vũng Tàu
Luchthaven Vũng Tàu is een van militair vliegveld in Vũng Tàu, de hoofdstad van de Vietnamese provincie Bà Rịa-Vũng Tàu. Het vliegveld bevindt zich in Phường 9, een van de phườngs van Vũng Tàu.
Het vliegveld heeft een startbaan en deze heeft een lengte van ongeveer anderhalve kilometer.